# Carl Johan Brag
Carl Johan Brag, född 1735 i Marstrand, död den 16 augusti 1781 i Göteborg, var en svensk präst. Han var kusin till Jonas Brags far. 
Brag blev 1761 filosofie magister i Uppsala och verkade där som docent i matematik till 1763, då han kallades till domkyrkopredikant i Göteborg. Han kom emellertid aldrig att tillträda denna befattning, utan blev i stället bibliotekarie och lärare i logik och metafysik vid gymnasiet, utsågs 1766 till konrektor samt två år senare till bataljonspredikant och slottspastor i Nya Älvsborgs slottsförsamling. År 1774 blev han kyrkoherde i Kristine församlings svenska avdelning. 
Av sin samtid ansågs han för en utmärkt predikant, och flera av honom författade psalmer visar, att han ägde begåvning även som skald. Han utgav 15 Profpsalmer (1780; sedan tryckta tillsammans med åtskilliga psalmer av C.F. Kjellerstedt under titeln Sions sånger vid Babylons elfver), Postilla (1782), ett sammandrag av Mosheims "Theologia dogmatica" '1784), Göteborgs stifts-, stånds- och hushållningsmatrikel för år 1764 (1765) och, tillsammans med lektor Johan Rosén, ett Predikobibliotek (1766) med mera.